# На варті обов'язку (фільм, 1931)
«На варті обов'язку» (англ. In Line of Duty) — вестерн 1931 року режисера Берта Гленнона. В головних ролях С'ю Керрол, Ноа Бірі та Френсіс Макдональд. Це був один з перших фільмів компанії Monogram Pictures Трема Карра. Наразі фільм вважається загубленим.

## Сюжет
Офіцер канадської королівської кінної поліції, переслідує злочинця. Офіцер потрапляє у моральну колізію, коли злочинець рятує йому життя...

## У ролях
- Сью Керол — Феліче Дюшен
- Ноа Бірі - Жан Дюшен
- Френсіс Макдональд - Жак Дюпрі
- Джеймс Мюррей - капітан Шервуд
- Річард Крамер - Г'ю Фрейзер
- Френк Зайдер - констебль
- Генрі Голл - інспектор